# Альфред Гріславскі
Альфред Гріславскі (нім. Alfred Grislawski; 2 листопада 1919, Герне — 19 вересня 2003, Герне) — німецький льотчик-ас, гауптман люфтваффе. Кавалер Лицарського хреста Залізного хреста з дубовим листям.

## Біографія
Син шахтаря Густава Гріславскі і його дружини Генрієтти. Батько Альфреда був членом КПН, а він сам в 1933 році брав участь у вуличних сутичках зі штурмовиками. Спочатку працював підсобним робітником, 1 листопада 1937 року вступив в люфтваффе. Пройшов льотну підготовку в 16-му навчальному загоні в Шлезвіг. Влітку 1938 року залишений в загоні інструктором. У квітні 1940 року отримав кваліфікацію льотчика-винищувача. У травні 1940 року переведений в 2-у ескадрилью запасної винищувальної групи в Мерзебурзі, потім — в 7-у ескадрилью 52-ї винищувальної ескадри, дислоковану в Цербсті. З жовтня 1940 року служив в 9-й ескадрильї своєї ескадри. Учасник Німецько-радянської війни. З кінця серпня 1941 року — ведений у Германа Графа. Свій перший літак (І-16) збив в жовтні 1941 року в районі Кременчука. До травня 1942 року збив 20 літаків супротивника. Учасник боїв під Харковом і на Півдні Росії, де з 12 травня по 1 червня здобув 16 перемог. З вересня 1942 року брав участь в операціях на Північному Кавказі, де був веденим в Еріха Гартманна. Гріславскі став наставником і найкращим другом Гартманна. 18 січня 1943 року в районі станиці Ставропольська літак Гріславскі був підбитий і він катапультувався, а потім був підібраний своїми. 3 лютого 1943 року збив свій 92-й літак, а 3 червня — 107-й і 108-й. 4 червня 1943 року підірвався на міні. Після одужання призначений командиром 1-ї ескадрильї 50-ї винищувальної ескадри, створеної для боротьби з англійськими швидкісними бомбардувальниками «Москіто». 24 січня 1944 року під час бою з британськими літаками в районі Франкфурта був збитий і отримав важке поранення. Після виходу з госпіталю призначений командиром 1-ї ескадрильї 1-ї винищувальної ескадри в Падерборні. З серпня 1944 року — командир 8-ї ескадрильї 53-й винищувальної ескадри. 26 вересня 1944 року був знову збитий і до капітуляції знаходився в госпіталі, де і був узятий в полон американськими військами. У травні 1945 звільнений і поселився в Лойні, де на той момент знаходились його дружина і діти. В 1946 році, коли місто опинилось в радянській зоні окупації, втік в рідне місто Герне, яке знаходилось в британській зоні. Там Гріславскі прожив решту життя. У 1953 році відмовився від пропозиції вступити на службу у ВПС ФРН через наслідки важкого поранення в спину.
Всього за час бойових дій Гріславскі здійснив близько 900 бойових вильотів і збив 133 ворожі літаки, включаючи 109 радянських літаків і 18 американських чотиримоторних бомбардувальників.

## Нагороди
- Нагрудний знак пілота
- Залізний хрест
  - 2-го класу (9 вересня 1941)
  - 1-го класу (29 жовтня 1941)
- Авіаційна планка винищувача
  - в золоті (5 грудня 1941)
  - з підвіскою (15 травня 1943)
- Почесний Кубок Люфтваффе (30 травня 1942)
- Лицарський хрест Залізного хреста з дубовим листям
  - лицарський хрест (1 липня 1942) — за 40 перемог.
  - дубове листя (№446; 11 квітня 1944) — за 114 перемог.
- Нагрудний знак пілота (Румунія)
- Нагрудний знак «За поранення» в сріблі